# Браун-Пик
Браун-Пик — стратовулкан в Антарктике, на острове Стердж, самом большом из архипелага Баллени. Располагается недалеко от побережья Земли Виктории. Вулкан покрыт ледяной шапкой. Обнаружен в феврале 1839 года в результате английской экспедиции Джона Баллени и назван в честь купца Брауна, который финансировал экспедицию Сэмюэль Эндерби и сыновья. Второе название горы Рассел-Пик связано с антарктической экспедицией Джеймса Росса 1840-1843 гг., маршрут которой проходил в данном районе в 1841 году. Вулканическую активность в своё время показывали данные ВМС США в 1959 г. До этого времени и в последующий период активность вулкана не проявлялась. Вулкан практически не исследовался.